# БМПТ Терминатор
БМПТ "Терминатор" (Рус: Боевая машина поддержки танков)  је оклопно борбено возило дизајнирано и произведено у руској компанији Уралвагонзавод . Ово возило је дизајнирано за подршку тенковима и другим борбеним возилима у урбаним срединама. БМПТ произвођачи незванично називају "Терминатор". Тешко је наоружан и оклопљен да би преживео у градској борби. "Терминатор" је наоружан са четири лансера ракета 9М120 Атака, два аутотопа 2А42 30мм, два бацача граната АГ-17Д и једним спрегнутим митраљезом ПКТМ 7,62 мм.
БМПТ је направљен на шасији широко коришћеног основног борбеног тенка Т-72. БМПТ је дизајниран на основу борбеног искуства стеченог током совјетско-авганистанског рата и Првог чеченског рата.
Више прототипова борбеноих возила за подршку тенковима је направљено пре пројектовања актуелног БМПТ. Објекат 199 „Рамка“ је био прототип који је касније означен као модерни БМПТ са званичним произвођачем Уралвагонзаводом. До краја 2013. једини оператер овог БМПТ-а био је Казахстан .
Мали број је испоручен Руским копненим снагама на процену почев од 2005. године. Руско Министарство одбране коначно је наручило БМПТ у августу 2017. Испорука више од 10 возила почеле су почетком 2018. Прва чета БМПТ од девет борбених возила уведена је 1. децембра 2021. у један од тенковских пукова тенковске дивизије Централног војног округа.
Примери „надограђене“ верзије БМПТ-72 учествују у руско-украјинском сукобу, први пут су примећени током битке код Северодоњецка у Украјини.

## Историја развоја
Историја развоја БМПТ-а може се пратити до совјетско-авганистанског рата. Борбено искуство током дуготрајног рата открило је да борбена возила пешадије (БВП) попут БМП-1 и БМП-2 не могу у потпуности да се носе са пешадијом, упркос високој елевацији топоа БМП-2. Иако су основни борбени тенкови (ОБТ) поседовали велику ватрену моћ, ограничени углови елевације главног топа учинили су их лаким метама на планинском и урбаном терену. Осамдесетих година прошлог века, Чељабинска тракторска фабрика почела је да дизајнира прототипове за нови концепт, а рани прототипови су били Објекат 781, Објекат 782 и Објекат 787. Било је очигледно да је потребан нови концепт возила.
Главни захтеви за ову нову машину били су да поседује велику ватрену моћ, високе углове елевације и депресије и заштиту еквивалентну оној код тенкова. Додатни захтев који је требало да допуни последње је побољшана заштита од ручних ракетних базача испаљених из близине.
Потреба за таквим возилом постала је још очигледнија током Првог чеченског рата. Употребом конвенционалног оклопа током урбаних борби, руске снаге су претрпеле велике губитке у људству и опреми, укључујући уништење целе механизоване бригаде током Прве битке за Грозни. Иако се за ове губитке не може у потпуности окривити технологија, постало је јасно да ће наменско противпешадијско борбено возило пружити драгоцену помоћ у урбаној средини. Као привремено решење у Чеченији коришћени су самоходни противавионски топови. Међутим, ова возила нису била добро оклопљена и нису поседовала способности уклањања препрека као тенкови.
Постојало је неколико различитих дизајна прототипа борбеног возила за подршку тенковима, као што су Објекат 193А и Објекат 74 . Макета Објекта 199 први пут је јавно приказана током лета 2000. године. Ово возило се мало разликовало од тренутног дизајна, јер је било наоружано само једним топом 2А42 30мм и са четири ракете 9М133 Корнет смештене на једној страни куполе. Производни модел БМПТ-а представљен је 2002. године и имао је двоструке аутоматске топове 30мм, два независна аутоматска бацача граната 30мм и четири лансера ракета Атака.

## Задаци
Када се користи на градском терену, основни борбени тенк треба да тамо буде распоређен са два БМПТ-а. Изван урбаног ратовања тај однос је обрнут са једним БМПТ-ом који штити два основна борбена тенка. Ово је резултат сложености борбе на урбаном терену и потребе за разноврсном противпешадијском платформом која може да гађа више циљева одједном и на различитим нивоима висине. Увођење оваквог возила чини градске борбе мање стресним за тенкове и може их ослободити дела оптерећења како би се могли концентрисати на свој главни циљ ангажовања. Оклопна заштита БМПТ-а је једнака заштити тенкова, а његово моћно наоружање му омогућава да се упусти у окршај са практично сваком непријатељском формацијом, док делује у својој заједничкој борбеној формацији. Захваљујући вишеструким системима наоружања који се налазе на БМПТ-у, ово возило је у стању да истовремено дејствује по већем броју циљева. Ове карактеристике значајно помажу у повећању борбене ефикасности тенковских јединица и смањењу њихових губитака од непријатељских средстава за блиску борбу.

## Опис

### Наоружавање
Наоружање укључује беспосадну куполу  наоружану са:
- четири лансера за против-оклопне вођене ракете (ПОВР) 9М120 Атака-Т
- два топа 2А42 30мм са 850 граната
- Два бацача граната АГ-17Д или АГС-30 30мм са 600 граната
- Митраљез ПКТМ са 2.000 метака.

#### Противтенковско вођено оружје
БМПТ користи пројектил Атака да дејствује по тешко оклопљеним возилима као што су тенкови (кумулативни пројектили), пешадија (термобарична бојева глава) или авиони (прстенаста БГ). Ове ракете се налазе само унутар својих лансера , без икаквих додатних у возилу. Пар ПОВР лансера налази се на свакој страни куполе. Ови лансери имају елевацију до +25° и депресију до -5°. Ласерски сноп је метод навођења који користе Терминаторови пројектили. Оригинална ракета 9М120 Атака је 130мм у пречнику и има тандем бојеву главу способну да пробије експлозивнп-реактивни оклоп (ЕРО). Тандем бојева глава пробија 800 мм ваљаног хомогеног оклопа (ВХО) иза ЕРО са каснијим варијантама које могу да пробију 950мм РХО после ЕРО. Противпешадијска варијанта (9М120Ф) има термобаричну бојеву главу и ствара ефекат експлозије од 9,5кг у ТНТ еквиваленту. Просечна брзина ове ракете за све варијанте је 400 м/с при достизању циља који се налази 5.8км од лансера за време лета од 14,5 секунди. 9М120 има оперативни домет до 6м  и путује надзвучном брзином од 550 м/с.

#### Аутоматски топови
Главно оружје БМПТ-а су два аутоматска топа 2А42 30мм . Укупно се може превозити 850 граната спремних за употребу. Ови двоструки аутоматски топови имају комбиновану брзину паљбе од 600 граната у минути, што даје непрекидно време паљбе од 85 секунди (1 мин 25 секунди) пре него што понестане муниције (не узимајући у обзир ограничења која ограничавају практичну брзину паљбе, као што је прегрејавање цеви). Покрет топова је синхронизован са куполом и могу се подићи између -5° и +45°. Двоструки 2А42 су стабилизовани у вертикалној и хоризонталној равни. Један од топова испаљује против-оклопне граната, док други испаљује противпешадијске. 2А42 користи широку палету муниције и укључује високоексплозивне, против-оклопне, фрагментационе и друге типове пројектила. Ове гранате имају ефективни домет у распону између 2.500м и 4.000м у зависности од варијанте. Нужна брзина пројектила је 960 м/с. Митраљез ПКТМ 7,62мм је постављен спрегнуто са топовима и има до 2.000 метака.

#### Бацачи граната
Носи се пар бацача граната АГС-17Д или АГС-30 , по један који се налази на свакој страни БМПТ-а, а њима управља један члан посаде. Укупно 600 граната од 30мм се носе за оба бацача граната. Нема поновног пуњења за бацаче граната јер сваки има 300 метака у једном појасу муниције. За бацаче граната обезбеђена је само вертикална стабилизација. Хоризонтални углови које АГ-17Д могу да покрију су од 5° (лево) до 27° (десно) за десни бацач граната и од 27° (лево) и 5° (десно) за леви бацач граната. Максимална вертикална елевација је +20°, а минимална -5,5°. Нужна брзина је 185м/с и брзина паљбе је 420–480 граната/мин, што даје непрекидно време паљбе (обе цеви комбиновано) од 37-43 секунде пре него што понестане муниције (не узимајући у обзир ограничења која ограничавају практичну брзину паљбе, нпр. као прегревање цеви). Ефективни домет од 1.700м је обезбеђен док је радијус ефективног дејства гранате 30мм седам метара. Руковаоци аутоматског бацача граната опремљени су дневно/ноћно независним стабилизованим нишанима „Агат-МР“.

#### Систем за управљање ватром
Да би се омогућило БМПТ-у да гађа циљеве иу дневним и у ноћним условима и када БМПТ мирује или се креће, уграђен је компјутеризовани систем за управљање ватром. Нишан нишанџије укључује термални канал, оптички канал, вођени ПОВР канал и ласерски даљиномер. Видно поље има независну стабилизацију у две равни. Нишани омогућавају откривање циљева на дометима до 7.000м у лошим временским условима. Панорамски нишан команданта Б07-К1 налази се на врху БМПТ-а и има видно поље од 360°. Овај панорамски нишан има оптички ласерски даљиномер ниског нивоа и телевизијске канале. Стандардни нишан нишан Б07-К2 састоји се од оптичких и термичких канала и ласерског даљиномера. Возило такође има способности ловца и убице ("hunter-killer") са својим засебним панорамским нишаном команданта и нишаном нишанџије који може да открије и земаљске и ваздушне циљеве. Нишанџија може да користи и нишан командира да гађа мете ако је његов сопствени нишан онеспособљен или уништен. Командир возила такође има могућност да да преузме контролу над куполом и топовима од нишанџије. Навигациони систем који користи БМПТ је комбиновани ГПС / ГЛОНАСС модул.

### Заштита
Терминатор поседује аутоматски бацач димних граната Систем 902А са обе стране куполе који служи као камуфлажа и пружа заштиту од вођеног оружја. Када систем за заштиту упозори посаду на ласерско праћење, лансирањем граната ствара се димна завеса. Посебна пажња посвећена је жилавости БМПТ-а и његове посаде. Предузете су одређене мере да се то обезбеди, као што су постављање резервоара за гориво у запечаћени одељак кућишта и причвршћивање седишта према крову у случају продирања мине. Постоје додатни резервоари за гориво који се налазе у задњем делу трупа у оклопном одељку на левом блатобрану. Возило је опремљено аутоматским системом за гашење пожара.
Оклоп је ојачан 3. генерацијом експлозивно-реактивног оклопа "Реликт" на предњој пројекцији возила и обе стране трупа и куполе, док је решеткасти оклоп постављен на задњем делу возила. Лансери ракета су ојачани оклопним штитовима који их штите од крхотина и ватре из малокалибарског оружја. Борбена станица штити само од ватре из малокалибарског оружја.

### Мобилност
Максимална брзина возила је 60 км/ч преко аутопутева, док возило има досег од 550км уз спољне резервоаре за гориво. БМПТ може да пређе ров који је дугачак чак 2,7 ± 0,1м и савлада вертикалне препреке до 0,85м. Као и код Т-72, мењач мотора је мануелни са седам брзина за напред и једном за уназад. Максимални нагиб за БМПТ је 30° и 25° када се пење напред и иде дуж стране. Могућности савладавања водене препреке је обезбеђена. Може да пређе водене препреке дубине 1,2м без припреме и 1.8м са пет минута припреме. Када се угради комплет за подводно дисање, ово возило може да пређе реке са до пет метара дубине.

### Посада
Задњи део простора за возача, на предњем делу возила, је подигнут, пружајући већу унутрашњу запремину. Користи проверене елементе од оних уграђених у обт Т-90. Терминатор има петочлану посаду коју чине: командир возила, возач, нишанџија и два оператера бацача граната. АБХ заштита је обезбеђена посади како би се обезбедило преживљавање радијације, хемијског и биолошког оружја. Опционо, БМПТ се може опремити уређајима за чишћење мина као што су против-мински ролери  КМТ-7 или КМТ-8. Тенкови Т-72 се такође могу претворити у БМПТ.

## БМПТ-72 Терминатор 2
БМПТ-72 „Терминатор 2“ је побољшање у односу на свог претходника. Направљен је од трупа Т-72 где је купола замењена модулом „Терминатор“ и наоружањем. Терминатор 2 се може ефикасно користити за уништавање непријатељских тенкова, оклопних транспортера и других оклопних средстава, као и за чишћење непријатељских ватрених положаја и пешадије коришћењем бацача граната и система противтенковског наоружања. Међутим, за разлику од Терминатора 1, Терминатор 2 је пакет само за накнадну уградњу, при чему су стари тенкови Т-72Б или Т-72М надограђени на стандард БМПТ-72. Терминатор 2 је намењен извозном тржишту.
Процес конверзије застарелих возила може се предузети у објектима купаца.

### Наоружање и ФЦС
Два аутоматска бацача граната су уклоњена заједно са својим оператерима, смањујући посада на три члана; број муниције за ракете Атака, топове 2А42 и митраљез ПКТМ остаје непромењен. Нови и побољшани ФЦС је инсталиран у БМПТ-72. Балистички рачунар је електронски и потпуно дигиталан са сетом временских и топографских јединица за слање.
Програмибална муниција је у развоју за БМПТ и друга руска војна возила.

### Заштита
Иако је тежина новог БМПТ-а смањена за четири тоне, његов ниво заштите није нижи од оног код претходника. Дужина и ширина Терминатора 2 су смањене у поређењу са оригиналним Терминатором. БМПТ-72 има висину од 3,33м и ширине 3,6 м док је Објекат 199 Рамка имао висину од 3,44м и ширину од 3,8м. Додатни решеткасти оклоп је постављен на задњој и бочним странама шасије ради повећања заштите од ракетних бацача. Лансери за ракете Атака опремљени су додатним оклопом за заштиту од крхотина и ватре из малокалибарског оружја. АБХ заштита је обезбеђена за чланове посаде и колективна је. Радио типа Р-168-25УЕ-2 је инсталиран на Терминатор 2.

### Мобилност
Мобилност БМПТ-72 се не разликује значајно од оригиналног БМПТ-а.
Такође је уграђен и помоћни дизел агрегат који омогућава да већина функција остане активирана док је главни мотор искључен. Доступне су две опције, мали ДГУ-5-П27 5-ВМ1 од 5 kW и ДГУ-8-П27 5-ВМ1 од 8 kW.

## "Терминатор 3"
БМПТ („Терминатор 3“) – је нови дизајнерски модел борбеног возила за подршку тенковима заснованог на универзалној борбеној платформи Армата са посадом од 3 или 4 члана. Могуће наоружање би било један или два аутоматска топа калибра 57 мм, 4к ПОВР Спринтер, 2 аутоматска бацача граната АГС-40 Балкан, једним или два митраљеза ПКТМ 7,62мм. Имаће аутоматску беспосадну купола, на коју ће у будућност бити интегрисани и системи ПВО.
Армату покреће нова генерација дизел мотора од 1.500 кс у комбинацији са хидромеханичким аутоматским мењачем (за разлику од претходника), са максималном брзином на путу од 65–70 км/ч и радним досегом од 550 км.

## Историја употребе

### Руско-украјински рат
БМПТ је први пут распоређен од стране Русије у Украјини 18. маја 2022, према РИА Новостима. Чини се да су БМПТ-ови распоређени у Украјини били опремљени бацачима граната АГС-17. Са само око 10 БМПТ-а у служби, они имају ограничен утицај на рат. Први пут су примећени током битке код Северодоњецка у Украјини. Крајем маја 2022, појавио се снимак 2 БМПТ-а у акцији са руским тенковима током офанзиве на Лисичанск, оклопна група је заузела положаје на брду и почела да гранатира аутопут испод, али је била приморана да се повуче због украјинске артиљеријске ватре.
Од отприлике 10 БМПТ распоређених, постоје снимци на којима је 1 уништена, а 2 оштећена у Украјини. Дана 9. фебруара 2023. украјинска артиљерија је уништила БМПТ у близини Кремине, Луганск. У јулу 2023, руски 3. армијски корпус објавио је снимак Терминатора који користи свој аутоматски топ калибра 30 мм и против-оклопне ракете Атака у ноћним условима. Касније у августу 2023, други БМПТ је оштећен или уништен од стране украјинских дронова камиказа у близини Спартака, Доњецка област. Тенк Т-80 је такође погођен од стране дрона камиказе док је извлачио исти БМПТ. У трећем наврату је погођено оклопно возило за извлачење БРЕМ-1.

## Корисници

### Тренутни корисници
Алжир
- Народна национална армија – Русија и Алжир су у априлу 2016. закључиле уговор о набавци 300 руских „терминатора“. Испоруке су почеле 2018.[34][35][36] До 2023. године испоручено је најмање 13 возила.[37]

  Казахстан
- БМПТ Терминатор у служби казахстанске војскеОружане снаге Републике Казахстан – 10 јединица БМПТ наручено је 2010. године и испоручено од стране Русије од 2011. до 2013.[38] Године 2012. планирана је набавка додатних 30 БМПТ-ова.[38] Почетком 2014. године, поред куповине возила, лиценцирана монтажа ће се спроводити уз помоћ низа техника из комплета које је испоручила Русија. Ова дуална производња између УралВагонЗавода и Казахстана требало је да буде завршена до 2015.[39][40]

 Русија
- Руске копнене снаге – Први уговор је потписан 2017.[41] Испоруке су почеле у марту 2018.[42] У службу су ушли у априлу 2018.[43] 8 у употреби, најмање 1 је уништен, а 2 оштећена током руске инвазије на Украјину 2023.[44][45]

  Сирија
- Сиријске оружане снаге – Примећени у употреби током кампање у централној Сирији 2017.

### Неуспеле продаје
Азербејџан
- Копнене снаге Азербејџана – На одбрамбеној изложби ДЕКС 2014 у Бакуу, Рособоронекспорт је предложио дубоку модернизацију постојећих тенкова Т-72 и њихову преконфигурацију у борбено возило за подршку тенкова. Председник Азербејџана Илхам Алијев изразио је тада интересовање за „Терминатор-2”, заједно са хеликоптером Ка-52 „Алигатор”.[46]

 Перу
- Војска Перуа – Уралвагонзавод предложио је решење за модернизацију старих Т-55 руске производње уградњом куполе БМПТ. Копнене снаге перуанске војске желеле су да купе нови основни борбени тенк крајем 2013. године. Према Уралвагонзаводу, мотор, мењач и вешање тенка Т-55 не би требало да се мењају ако дође до ове модернизације. Такође је могуће надоградити агрегат и вешање тенка како би се повећао ниво мобилности.[47]